# Dea Meeter
Sara Marie Emilie (Dea) Meeter (Koba, 8 april 1885 – Utrecht, 5 september 1935) was een Nederlands beeldhouwer.

## Leven en werk
Meeter werd geboren in Nederlands-Indië uit Nederlandse ouders, ze was een dochter van notaris Ybo Meeter en Marie Emilie Rolufs.
Ze werd opgeleid aan de Academie van Beeldende Kunsten in Den Haag. Ze was een leerling van Toon Dupuis, bij wie ze ook enkele jaren op het atelier werkte. Daarnaast kreeg ze lessen van Arend Odé aan de Technische Hogeschool in Delft. In 1904 behaalde ze de MO-akte tekenen. Ze gaf later ook les in tekenen en beeldhouwen.
Meeter deed mee aan de tentoonstelling De Vrouw 1813-1913 en exposeerde ook als lid van de Haagse Kunstkring, de Pulchri Studio en De Onafhankelijken. Van ca. 1915 tot 1926 woonde ze afwisselend in Nederland, Frankrijk en Nederlands-Indië. In 1926 vestigde Meeter zich in Den Haag en in 1929 in Soest, waar ze tot haar overlijden woonde.

## Werken (selectie)
- Portretmedaillon van Hendrik Swarttouw (1923), R.K. Begraafplaats, Delft[3]
- Epitaaf van Frans Hals (1924), Grote of Sint-Bavokerk, Haarlem
- Emblemen en beeldhouwwerk (1926) aan het Kolpingshuis, Boomsluiterskade, Den Haag
- Hoekoplossing en consoles boven entree van het psychopatenpaviljoen (1929-1930), Sint-Willibrordusstichting, Heiloo
- Gevelemblemen en versieringen voor de vergaderzaal (1930-1932) van Peek & Cloppenburg, Grote Marktstraat, Den Haag.[4]